# Freiheitsplatz 1 und 2 (Düren)
Die Wohnhäuser Freiheitsplatz 1 und 2  stehen im Grüngürtel in Düren in Nordrhein-Westfalen. 
Es handelt sich um ein zweigeschossiges Doppelwohnhaus mit einer Backsteinfassade und einem Walmdach. Der Flügelbau hat eine hervorgehobene optische Funktion als Kopfbau der Straßenachse zur Goebenstraße. Der Bau hat außen angeschlagene Kastenfenster. Das Haus Nr. 1 hat dem historischen Vorbild entsprechend erneuerte Fenster mit grün-weißem Anstrich. Die Erdgeschossfenster haben ein profiliertes Gesims. 
Das Bauwerk ist unter Nr. 1/082 und 1/083 in die Denkmalliste der Stadt Düren eingetragen.